# FastAPI
FastAPI — веб-фреймворк для создания API, написанный на Python. Один из самых быстрых и популярных (после Django и Flask) веб-фреймворков, написанных на Python (на 2023 год).

## Описание
FastAPI активно использует декораторы, аннотации типов и интроспекцию кода, что позволяет уменьшить количество шаблонного кода в веб-приложении. FastAPI автоматически генерирует и отображает документацию согласно спецификации OpenAPI.
В основе FastAPI лежат две библиотеки — Starlette (ASGI-фреймворк) и Pydantic (для описания схем данных); FastAPI склеивает их и реализует некоторые дополнительные возможности — регистрацию представлений через внедрение зависимостей, работу с аутентификацией и авторизацией, автоматическую генерацию документации и другое. Возможно использование как асинхронных, так и синхронных представлений.

## Признание
Самый любимый (most loved) python-веб-фреймворк по опросу среди разработчиков на портале Stack Overflow (2021, 2022).

## Пример кода
```
from
 
fastapi
 
import
 
FastAPI

#application

app
 
=
 
FastAPI
()

@app
.
get
(
"/"
)

async
 
def
 
root
():

    
return
 
{
"message"
:
 
"Hello World"
}

```